# Stephen Noteboom
Stephen Noteboom (ur. 31 lipca 1969 w Geldrop) – holenderski tenisista.

## Kariera tenisowa
Karierę zawodową Noteboom rozpoczął w 1992 roku, a zakończył w 1999 roku. Największe sukcesy odnosił głównie jako deblista, wygrywając dwa turnieje rangi ATP World Tour.
W rankingu gry pojedynczej Noteboom najwyżej był na 333. miejscu (1 listopada 1993), a w klasyfikacji gry podwójnej na 52. pozycji (31 marca 1997).

### Finały w turniejach ATP World Tour
| Nazwa                        |
| ---------------------------- |
| Wielki Szlem                 |
| Igrzyska olimpijskie         |
| ATP Tour World Championships |
| ATP Masters Series           |
| ATP Championship Series      |
| ATP World Series             |

#### Gra podwójna (2–0)
| Końcowy wynik | Nr | Data            | Turniej   | Nawierzchnia | Partner       | Przeciwnicy                    | Wynik finału  |
| ------------- | -- | --------------- | --------- | ------------ | ------------- | ------------------------------ | ------------- |
| Zwycięzca     | 1. | 12 czerwca 1994 | Rosmalen  | Trawiasta    | Fernon Wibier | Diego Nargiso Peter Nyborg     | 6:3, 1:6, 7:6 |
| Zwycięzca     | 2. | 5 maja 1996     | Monachium | Ceglana      | Lan Bale      | Olivier Delaître Diego Nargiso | 4:6, 7:6, 6:4 |